# 3. Maj

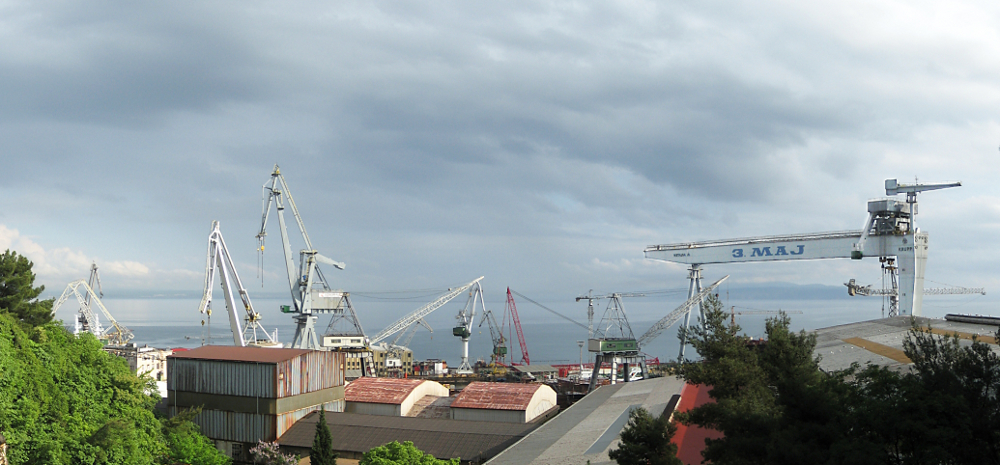
Vue du chantier naval « 3 maggio ».

Le chantier naval de Rijeka (officiellement appelé Brodogradilište 3. MAJ - Rijeka - en italien Cantiere navale « 3 maggio ») est un important chantier naval croate où sont construits principalement des pétroliers, des cargos, des porte-conteneurs et parfois aussi des navires à passagers (ferries et yachts) ; il emploie environ 3250 travailleurs. L'histoire du chantier naval et du port est étroitement liée aux événements historiques et politiques de la ville.

## Origines
La ville avait été déclarée port franc par l'empereur Charles VI depuis 1719, et l'ouverture de la Via Carolina en 1771, qui reliait la côte de Fiume au Danube moyen et inférieur, a fait de Fiume le principal débouché de la Hongrie sur la mer. Cependant, ce n'est qu'en 1841 que la conception du port a commencé.

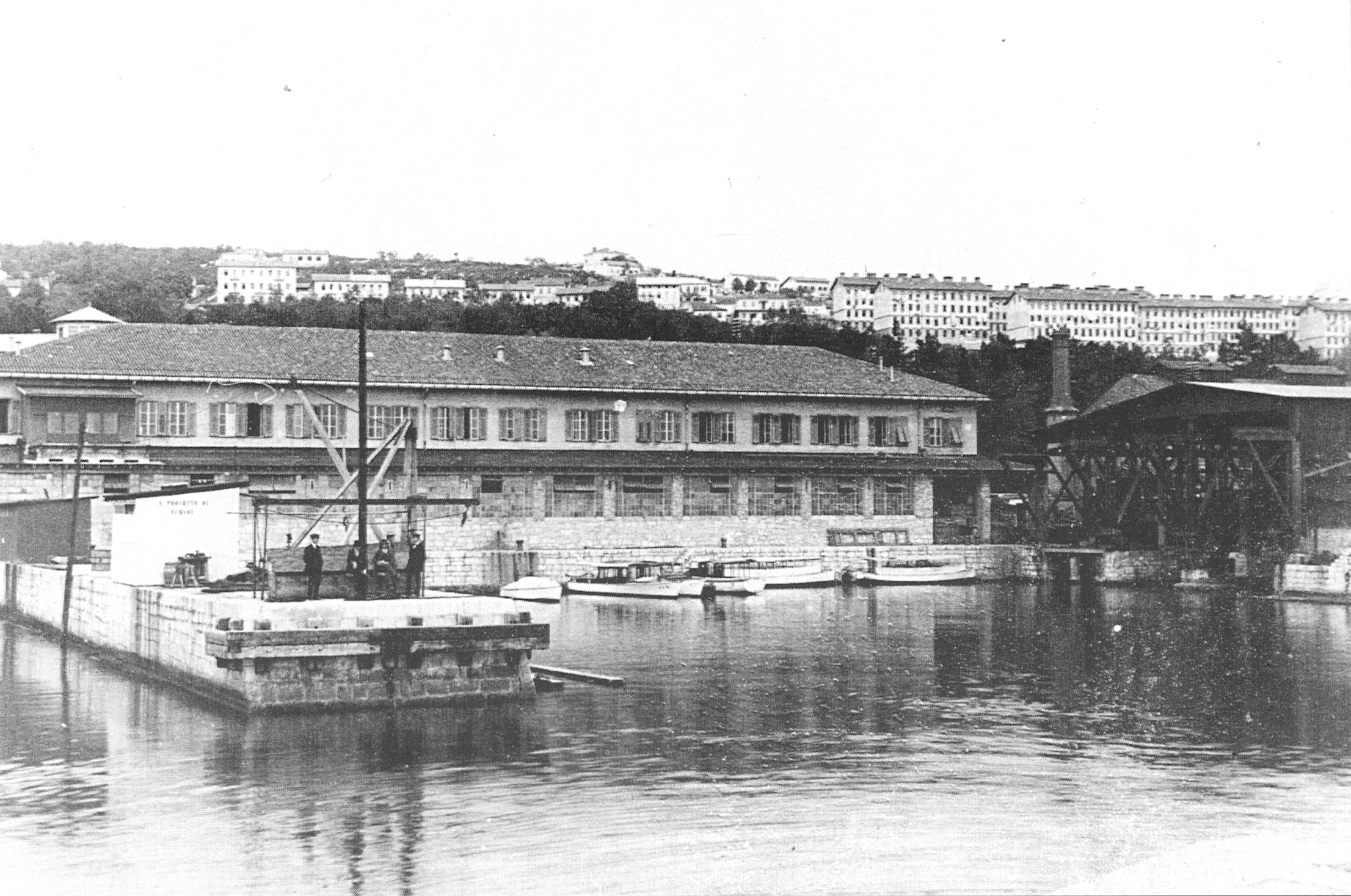
L'usine de torpilles Whitehead à Fiume

Le développement du port de Fiume est davantage dû à des facteurs politiques qu'économiques. Jusqu'à la première moitié des années 60, le port de Fiume a été sacrifié au profit du port de Trieste. En 1867, après l'Ausgleich, Fiume fait partie du royaume de Hongrie et devient le plus grand débouché maritime pour le trafic économique hongrois, amorçant ainsi un renversement de tendance. En 1873, Rijeka a été reliée par chemin de fer à Vienne et à Budapest. La liaison ferroviaire donne une forte impulsion au trafic de la ville et il est nécessaire d'agrandir le port, ce qui commence en 1872 avec la construction du premier grand brise-lames nommé d'après l'impératrice Marie-Thérèse. En plus du brise-lames, de nouveaux quais ont été construits, de grands entrepôts pour le stockage des marchandises et de nouvelles grues ont été installées. Les travaux d'extension, achevés en 1894, ont été suivis d'autres travaux de 1895 à 1901 et de 1904 au début de la Première Guerre mondiale. Parmi les travaux, il y a eu la construction d'un nouveau quai pour répondre aux besoins du trafic de bois. Le bassin a été construit près du delta de l'Eneo, à l'embouchure du Canal Morto della Fiumara, dont la profondeur d'environ 10 mètres permettait le débarquement de gros navires. Le dock, qui était situé dans la banlieue de Susak, a été rebaptisé Port Baross en 1892 après la mort du ministre hongrois Gábor Baross, qui avait beaucoup fait pour le développement des chemins de fer et de la navigation hongrois.
Entre l'Ausgleich et le début de la Première Guerre mondiale, la ville a presque triplé sa population, passant de 17 884 habitants en 1869 à 48 492 en 1913.
La ville a également connu un développement industriel. Rijeka possède une importante fonderie, la Fonderia Metalli (Fonderie de métaux), qui est dirigée par l'ingénieur anglais Robert Whitehead en 1856. La Fonderia Metalli a changé de nom pour devenir la Stabilimento Tecnico di Fiume (Établissement technique de Fiume) et a commencé à produire des machines à vapeur et des chaudières parmi les plus modernes de l'époque, qui ont été installées sur les navires de la Marine impériale austro-hongroise. Ce même Whitehead et l'inventeur Giovanni Luppis de Rijeka ont breveté une nouvelle arme, la torpille, le 21 décembre 1866.
En 1873, l'établissement technique de Fiume fait faillite et en 1875, il est repris par Whitehead et baptisé Torpedo Fabrik von Robert Whitehead, la première véritable usine de torpilles au monde. L'entreprise, qui comptait déjà 500 employés en 1878, a vu son personnel augmenter en quelques années, agrandissant ses installations et devenant l'une des usines industrielles les plus avancées de son époque.
Un autre établissement industriel important de cette période, qui allait devenir un point central de la vie économique de Rijeka, était la ROMSA, Raffineria di Olii Minerali S.A., construite entre 1882 et 1883.
Il y avait aussi d'autres industries dans la ville qui étaient plus petites en taille et en productivité, comme la manufacture de tabac, les fonderies « Matteo Skull », la papeterie « Smith & Meyner », la grande entreprise de décorticage du riz, la brasserie, les charpenteries et les tanneries.

## Le chantier naval Danubius
Dans la seconde moitié du XIXe siècle, l'Empire austro-hongrois avait d'importants chantiers navals dans l'Adriatique, à Trieste et à Pula, tous deux dans la partie autrichienne de l'Empire, mais aucun dans la région sous la couronne du royaume de Hongrie.

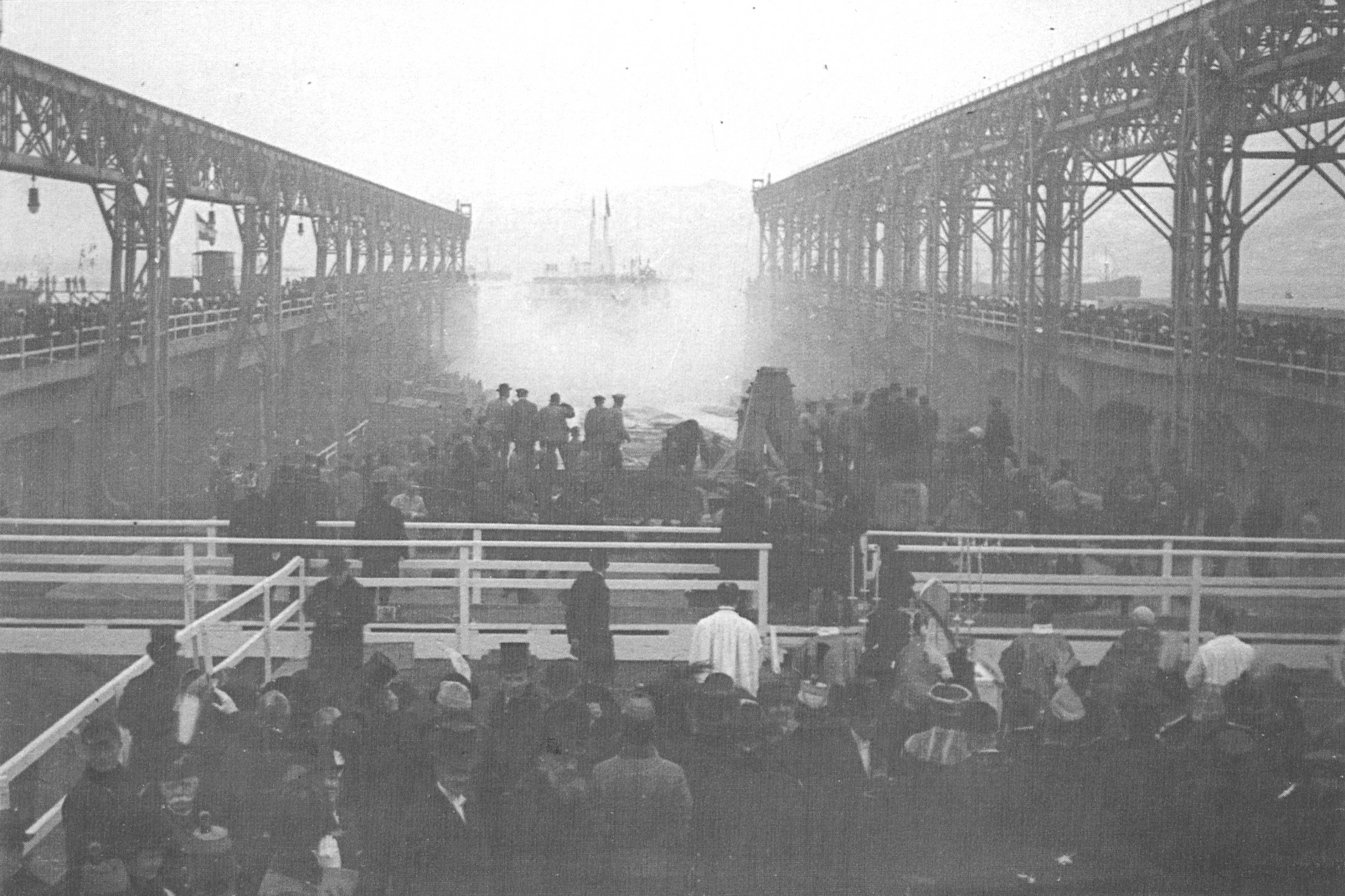
Le lancement du cuirassé SMS Szent István

Le premier chantier naval a été établi dans la ville en 1892 en tant que branche du chantier naval allemand Howaldtswerke à Kiel dans la zone côtière appelée Brgud, près de la ville, où il exploitait déjà une petite installation pour la réparation des bateaux en bois. En 1896, un chantier naval pour la construction et la réparation de navires marchands et de bateaux de pêche italiens et austro-hongrois a été créé au Port Baross sous le nom de « Lazarus ».
En 1902, les Allemands arrêtent l'activité, qui est reprise en 1905 par trois hommes d'affaires de Budapest, propriétaires des sociétés Danubius, Schönichen et Hartman, qui reprennent le chantier naval abandonné par les Allemands et entreprennent une reconstruction complète, en agrandissant les structures et en améliorant sa capacité de production par une mise à jour technologique. Outre le chantier naval abandonné par les Allemands, les entrepreneurs ont également repris l'usine « Lazarus » et le chantier naval de Porto Re (Cantiere navale di Porto Re). En 1906, le chantier naval reprend son activité sous le nom de Danubius et est bientôt choisi pour la construction de navires de guerre pour la marine impériale. En 1910, avec le soutien financier d'importantes institutions bancaires, un projet de modernisation a été lancé et après un processus de réorganisation de l'entreprise, qui a vu l'entrée de l'industrie hongroise Ganz, dans la société qui gérait les chantiers navals, en 1911, le chantier naval a pris le nom de « Ganz & Co. Danubius ».
Dans les années précédant immédiatement la Première Guerre mondiale, le chantier naval fut très actif et les réalisations importantes de cette période, au nom de la marine impériale austro-hongroise, furent celles du cuirassé Szent István, lancé le 17 janvier 1914, et de deux des trois croiseurs légers de la classe Helgoland,, parmi lesquels le Helgoland, qui à la fin de la Première Guerre mondiale, vendu comme réparation de guerre, aurait servi de croiseur éclaireur dans la marine royale italienne rebaptisée Brindisi.
C'est à cette époque que les destroyers de la classe Tátra ont été construits dans le chantier naval de Porto Re.
Le chantier naval, l'usine de torpilles « Whitehead » et la raffinerie avaient des petits ports séparés avec leurs propres brise-lames.

## La question de Fiuman
Avec la fin du conflit, qui s'est terminé par la défaite des empires centraux, des années d'incertitude ont suivi pour la ville. Fiume, habité en majorité par des Italiens (60 % de la population), est rapidement devenu l'objet d'un conflit entre l'Italie et le nouveau royaume des Serbes, Croates et Slovènes.
Après diverses vicissitudes, avec le traité de Rome, signé le 27 janvier 1924, le passage de la ville au royaume d'Italie est validé. Selon le traité, la ville avec le port a été attribuée à l'Italie, tandis que le petit arrière-pays avec quelques banlieues, la nouvelle partie du port, c'est-à-dire Porto Baross, qui a été incluse dans la localité de Sussak, et les eaux du fleuve Enean, c'est-à-dire tout le lit et le delta du fleuve, ont été annexés à la Yougoslavie. Une commission mixte pour l'application du traité a réglementé, entre autres, les limites des eaux territoriales entre Rijeka et Sussak, au moyen d'un accord complémentaire pour la surveillance douanière et la pêche dans les eaux de Rijeka et Sussak, signé le 31 janvier 1925. Les accords stipulaient que "la limite de la mer territoriale était donnée par une ligne qui, partant de l'angle sud-ouest de l'aile occidentale du bâtiment Lazare, se prolongeait dans la mer sur 500 mètres en direction de l'ouest en formant un angle de 20° avec le barrage de Cagni (nom sous lequel le barrage de Maria Teresa a été renommé) et se prolongeait ensuite vers le sud dans une direction perpendiculaire à la côte jusqu'à ce qu'elle atteigne la limite extérieure de la zone de la mer territoriale". Ces accords ont ensuite été ratifiés par la Convention de Nettuno le 20 juillet 1925.

## Chantiers navals de Quarnaro
Après le passage en Italie, le groupe entrepreneurial italien de Giuseppe Orlando a repris la direction des chantiers navals qui, sous le nom de Cantieri Navali del Quarnaro S.A., ont pleinement repris leur activité.
Les usines, situées à proximité du port, couvrent une surface de plus de 176 000 m² avec un quai d'armement interne de 225x60 mètres desservi par une grue électrique et un quai extérieur de 200x70 mètres pour l'armement. Dans l'avant-port, il y avait un dock flottant autonettoyant de 94x20 mètres capable de soulever des navires d'une capacité allant jusqu'à 5 000 tonnes. L'usine disposait de quatre cales de maçonnerie pour la construction de coques de 150 à 230 mètres de long.
Le chantier naval disposait également d'une fonderie de bronze et de fonte, de plusieurs ateliers, de plusieurs entrepôts et magasins pour le stockage des matériaux, d'un bureau de gestion avec des bureaux techniques et administratifs, d'un club de loisirs et de casernes pour les équipages de la Regia Marina. L'atelier de chaudronnerie était équipé pour la construction de chaudières de tous types et de toutes tailles, tandis que dans l'atelier naval, qui mesurait 280x52,5 mètres, les corps internes des sous-marins étaient assemblés et plusieurs patrouilleurs de la Regia Guardia di Finanza étaient mis à l'eau.
Le chantier naval disposait également d'une centrale thermoélectrique de 1 500 Kw, d'une centrale pneumatique, d'une centrale hydraulique, d'une station de chargement pour les accumulateurs des sous-marins, d'une installation de galvanisation à chaud, d'une installation de métallisation par pulvérisation, de diverses installations fixes avec chargement automatique du gaz acétylène, d'une station autonome pour l'alimentation en eau industrielle et d'une machine spéciale pour l'essai des matériaux.
La distribution d'eau, d'acétylène, d'air comprimé et d'électricité à tous les lieux de travail était assurée par un réseau de conduites d'eau et d'air et de câbles électriques.
Les docks, les chantiers navals et l'intérieur des ateliers et des entrepôts étaient reliés entre eux par un réseau ferroviaire d'environ 4 000 mètres de long, lui-même relié à la gare de la ville.
La zone portuaire s'étendait sur 76,5 hectares et comprenait quelque 60 000 mètres de voies de triage et de stockage, dont pas moins de 10 169 étaient situées le long des berges.
La cession de Port Baross avait enlevé aux exploitants de bois de Fiuman toute possibilité de stockage et le parc à bois a été installé à côté de Port-Petroli.
En 1939, Sussak comptait 16 000 habitants et était le plus grand port maritime de Yougoslavie, le siège et la base de la compagnie Jugolijnea, la compagnie maritime nationale, et d'autres compagnies plus petites.
Dans la période de l'entre-deux-guerres, le port a doublé son trafic de passagers et de marchandises.
Au moment du passage en Italie, la capacité de traitement des installations du complexe ROMSA, la Raffinerie d'huile minérale, était très faible, mais dès l'année suivante la transformation des anciennes installations et les techniques modernes de raffinage et de distillation du pétrole brut ont permis d'augmenter le potentiel de travail des installations et l'emploi, passant de 185 employés et ouvriers en 1923 à 1 216 en 1941. La ROMSA a été nationalisée en 1923, lorsque la ville était dirigée par le maréchal Giardina, avant que le passage en Italie ne soit formalisé. La majorité des actions ont été achetées par le gouvernement italien et en 1926, elle a formé le premier noyau de l'AGIP, l'Azienda Generale Italiana Petroli, qui a été créée le 3 avril de cette année-là. À côté de l'usine, un complexe de bâtiments a été construit pour abriter la direction générale, les cantines, les logements des travailleurs et le centre de loisirs de l'entreprise avec des terrains de jeux, un cinéma, une bibliothèque et une salle de danse. La société a également créé des fonds de prêts pour répondre aux besoins extraordinaires et urgents de ses travailleurs. Dans la décennie 1924-1934, l'usine de torpilles a été largement modernisée, produisant différents types de torpilles non seulement pour la Regia Marina, mais aussi pour diverses marines étrangères. En 1937, une succursale de la société a été ouverte à Leghorn sous le nom de Società Moto Fides.
Les petits quais utilisés par les chantiers navals, l'usine de torpilles et la raffinerie étaient adjacents les uns aux autres, et au-delà du quai de la raffinerie, appelé Porto Petroli, les docks et les quais du port s'étendaient.

### Les navires construits entre les deux guerres
Plusieurs unités civiles et militaires ont été construites sur le chantier naval entre les deux guerres mondiales. Parmi les unités construites pour la Regia Marina,, figurent
- Destroyers de la classe Nazario Sauro, tous deux lancés en 1925 :
  - Francesco Nullo
  - Daniele Manin
- Destroyers classe Navigatori :
  - Alvise da Mosto lancé le 1er juillet 1929
  - Giovanni da Verrazzano lancé le 15 décembre 1928
  - Antonio Pigafetta, lancé le 10 novembre 1929
  - Nicolò Zeno, lancé le 12 août 1928
- Destroyers classe Folgore:
  - Fulmine, lancé le 2 août 1931
  - Baleno, lancé le 22 mars 1931
- Sous-marins de la classe Sirena :
  - Rubino, lancé le 29 mars 1933
  - Topazio, lancé le 15 mai 1933
  - Delfinul, appartenant à la classe Sirena et construit pour la marine roumaine
- Torpilleurs classe Spica - Type Alcione :
  - Lira, lancée le 12 septembre 1937
  - Libra, lancée le 3 octobre 1937
  - Lupo, lancé le 7 novembre 1937
  - Lince, lancé le 15 janvier 1938
- Torpilleurs de classe Spica - Type Perseo :
  - Perseo, lancé le 9 octobre 1935
  - Sirio, lancé le 14 novembre 1935
  - Sagittario, lancé le 21 juin 1936
  - Vega, lancé le 28 juin 1936
- Torpilleurs de la classe Ariete, dont aucun n'est entré en service pour la Regia Marina parce qu'ils ont été capturés par les Allemands après les événements de l'armistice :
  - Balestra, achevé par les Yougoslaves après la guerre et rebaptisé UCKA
  - Fionda, n'a jamais été lancé et a été mise à la ferraille sur les quais pour compléter l'unité sœur Balestra.
  - Stella Polare, la seule à avoir été lancée avant l'armistice complété par les Allemands, a été rebaptisée TA 36 et a coulé le 18 mars 1944.

### Seconde Guerre mondiale
Pendant la Seconde Guerre mondiale, dans les jours qui précédèrent l'invasion de la Yougoslavie par l'Axe le 31 mars 1941, avec l'ordre de mobilisation civile émis par le préfet Temistocle Testa, les ouvriers de l'usine de torpilles et leurs équipements les plus importants furent transférés à Livourne, tandis que le pétrole et l'essence de la raffinerie R.O.M.S.A. étaient mis en sécurité à Trieste. Le 28 mai 1941, l'administration provinciale de Rijeka fut étendue à Sussak, Kastav, Buccari, Čabar et aux îles de Krk et Rab.
Après l'armistice du 8 septembre 1943, avec l'occupation allemande, la ville est devenue une partie de la zone d'opérations du Littoral Adriatique et le chantier naval a été renommé Kvarnersko Brodogradilište.
Au début de 1944, le premier bombardement aérien anglo-américain de Rijeka a eu lieu, suivi de 27 autres qui ont causé des centaines de morts et endommagé une grande partie du port et des installations industrielles. En outre, les Allemands, peu avant leur retraite, ont complètement détruit l'infrastructure du chantier naval et du port, faisant sauter avec des mines le port pétrolier, Porto Baross puis le port principal, qui a subi des dommages aux entrepôts, aux quais et aux jetées, certaines d'entre elles se détachant de la rive.
Le 3 mai 1945, la ville est occupée par les troupes partisanes de Tito. Dans les premiers jours de l'occupation et dans le climat d'affrontements qui s'ensuivit, il y eut, parmi les victimes de l'OZNA, la police secrète de Tito, l'industriel Nevio Skull, neveu de Matteo Skull, dans l'usine duquel l'aigle symbole de la ville avait été coulé et hissé au sommet de la tour civique le 15 juin 1906.

## Le chantier naval 3. Maj

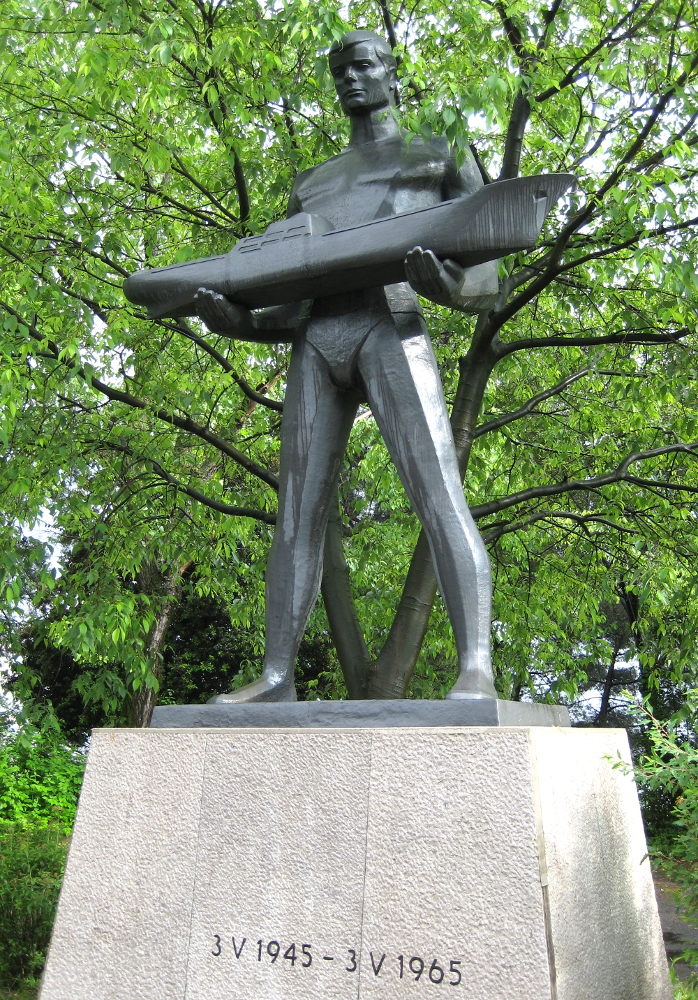
Monument à l'entrée du chantier naval du "3 maggio"

Après l'annexion de la ville à la république populaire fédérative de Yougoslavie en 1947, le chantier naval, qui avait été complètement détruit pendant la guerre, a été reconstruit et rebaptisé 3. Maj Brodogradilište, en souvenir de la date à laquelle la ville avait été occupée par les troupes de Tito, au troisième anniversaire de cet événement, en 1948.
Cependant, les résultats du traité de paix de Paris ont provoqué un exode massif de la majorité de la population, principalement des Italiens, qui ont abandonné la ville. L'exode a concerné plus de 40 000 citoyens de nationalité italienne, soit plus de 70 % de la population par rapport à avant 1945, provoquant, dans une ville déjà éprouvée par les destructions de la guerre, le blocage de la plupart des activités. Les autorités yougoslaves ont tenté de remédier à cette situation en repeuplant la ville avec des habitants provenant des différentes régions de la nouvelle Yougoslavie, auxquels s'est ajouté le transfert à Rijeka de quelques milliers d'ouvriers spécialisés de la région de Monfalcone qui s'y sont installés principalement pour des raisons idéales et politiques, dans ce que l'on a appelé le « contre-exode », après quoi, pendant un certain temps, le chantier naval a utilisé la main-d'œuvre des « Monfalconesi », qui ont contribué en tant qu'ouvriers spécialisés et techniques à la relance du chantier naval. Cependant, cette collaboration a été interrompue par la rupture des relations entre Tito et Staline en 1948, lorsque les habitants de Monfalcone, considérés comme proches du parti communiste italien (Partito Comunista Italiano) pro-soviétique, ont fini par être persécutés par l'appareil répressif du régime yougoslave.
Le chantier naval n'est redevenu pleinement opérationnel que dans la seconde moitié des années 50 et depuis lors, plus de 700 navires y ont été construits.
La production était initialement orientée vers la construction de navires marchands pour les besoins de la marine yougoslave, mais depuis 1956, le chantier a commencé à construire pour des clients étrangers et en 1961 a commencé la production de moteurs diesel sous licence de l'industrie suisse Sulzer de Winterthour et depuis lors, les navires construits dans le chantier sont équipés de moteurs produits dans la même usine.

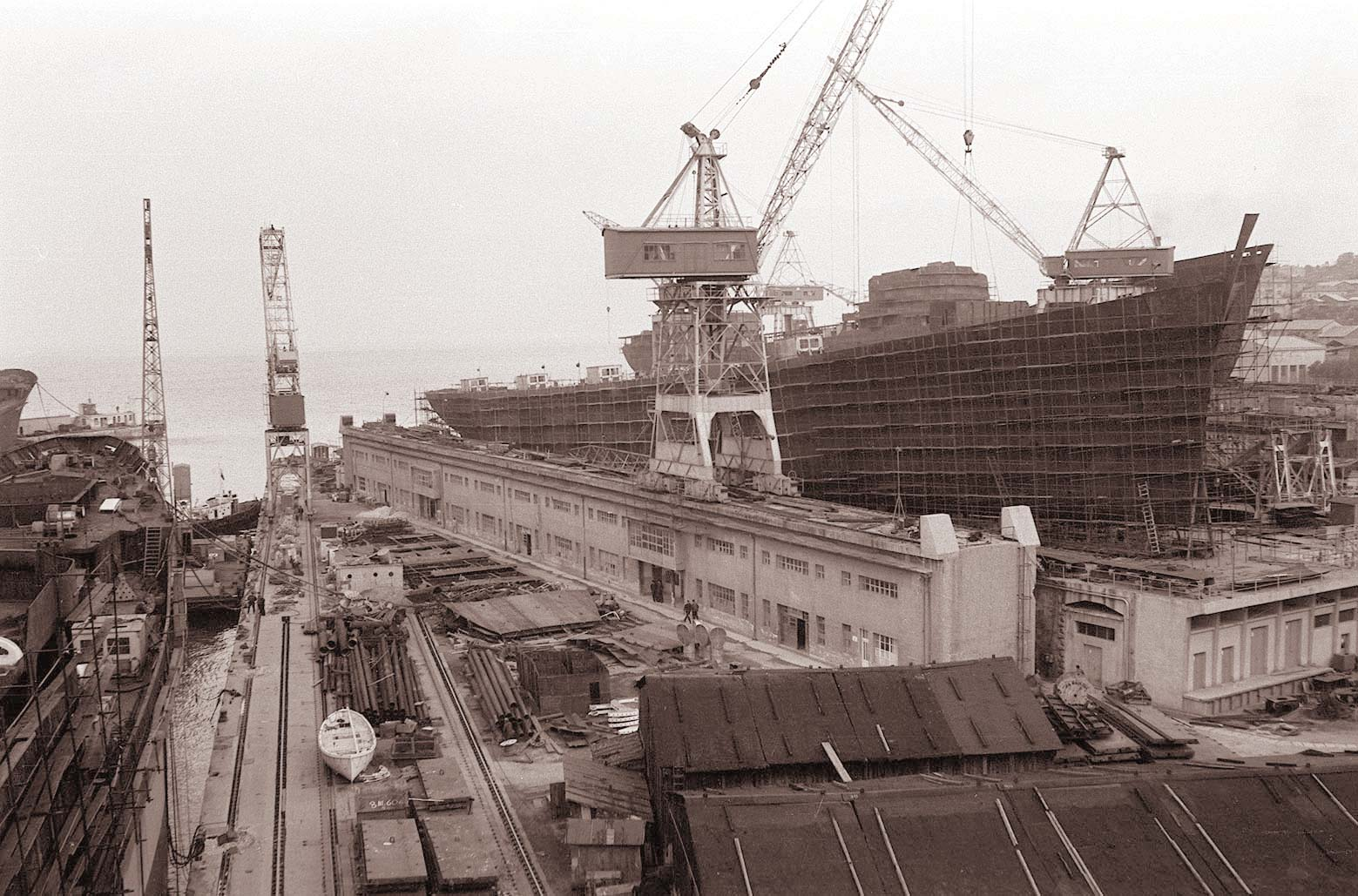
Vue de la cour en 1960

Au début des années 60, le chantier naval employait 4 500 travailleurs et le port est devenu le plus grand port d'escale de Yougoslavie et l'un des plus importants de la Méditerranée.
En juin 1991, après la guerre et l'éclatement de la Yougoslavie (guerres de Yougoslavie), Rijeka a fait partie de la Croatie indépendante, mais la ville a de nouveau souffert des conditions difficiles qui ont suivi une guerre, et le port en a souffert. Le trafic, déjà affecté par la crise économique/financière de la dernière Yougoslavie, a subi un nouveau déclin, mais lorsque les conditions politiques internes et internationales ont rendu la situation plus calme, Rijeka a fini par assumer le rôle de principal port croate en quelques années, et la construction navale a joué un rôle important dans l'économie croate.
La récente prise en charge de la privatisation de quatre chantiers navals, dont 83,82 % de la participation majoritaire dans « Brodogradilište 3. maj » a suscité des protestations et des peintures murales portant le symbole du chantier naval avec l'inscription « Non à vendre » sont apparues dans la ville.
Comme pour les autres chantiers navals de Rijeka, le chantier naval « Lazarus », rebaptisé Chantier Viktor Lenac en 1948, a été transféré dans les années 1970 sur le site voisin Martinšćica ; le Christina O qui avait été le yacht d'Aristote Onassis a été restauré dans le chantier, et le Galeb qui, sous le régime communiste, était le yacht présidentiel du dictateur Tito y est amarré en attendant d'être restauré. Tito lui-même, dans sa jeunesse, avait travaillé comme ouvrier au chantier naval de Kraljevica (italien : Porto Re) qui était une succursale de l'usine de Rijeka au début du 20ᵉ siècle et qui est actuellement l'un des plus importants chantiers navals de Croatie.
Comme pour les autres grandes entreprises de Rijeka, l'usine de torpilles « Whitehead » a transféré toute sa production à Livourne en 1945, et après avoir tourné autour du groupe Fiat pendant un demi-siècle, elle a intégré le groupe Finmeccanica en 1995, prenant le nom de Whitehead Alenia Sistemi Subacquei, tandis que l'ancienne usine Whitehead de Rijeka est devenue le siège d'une entreprise mécanique qui a fonctionné sous le nom de « Torpedo » pendant quelques années avant d'être complètement démantelée.
La raffinerie ROMSA, après avoir repris sa production, revenant déjà aux niveaux d'avant-guerre à la fin des années 1940, a transféré une partie de sa production à Urinj, ville voisine, en 1965. La production de lubrifiants est restée dans l'usine de Rijeka, tandis que la production de carburants a été transférée à la raffinerie d'Urinj. La capacité de production de l'usine a atteint 8 millions de tonnes, et dans les années 80, elle a produit jusqu'à 250 types de carburants et de lubrifiants différents, et a été la première raffinerie de l'ex-Yougoslavie à produire de l'essence sans plomb. La raffinerie fait maintenant partie de l'industrie pétrolière nationale croate INA Industrija Nafte.